# Xaém (província da Espanha)
Xaém (em castelhano: Jaén) é uma província da Espanha e uma das oito províncias que compõem a comunidade autónoma da Andaluzia, localizando-se na zona nordeste da mesma.

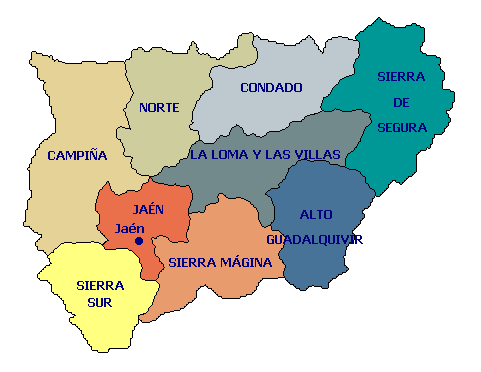
Comarcas de Xaém